# (19228) Uemuraikuo
(19228) Uemuraikuo est un astéroïde de la ceinture principale.

## Description
(19228) Uemuraikuo est un astéroïde de la ceinture principale. Il fut découvert le 16 septembre 1993 à Kitami par Kin Endate et Kazuro Watanabe. Il présente une orbite caractérisée par un demi-grand axe de 2,24 UA, une excentricité de 0,19 et une inclinaison de 5,8° par rapport à l'écliptique.

## Compléments